# William de la Pole, 1:e hertig av Suffolk
William de la Pole, 4:e earl och 1:e hertig av Suffolk, född 16 oktober 1396, död 2 maj 1450, var en engelsk militär och betydelsefull befälhavare under Hundraårskriget (1337-1453) mellan England och Frankrike. Han var sonson till Michael de la Pole, 1:e earl av Suffolk och far till John de la Pole, 2:e hertig av Suffolk.